# زیردریایی برومیری (کیو۶۰)
زیردریایی برومیری (کیو۶۰) (به انگلیسی: French submarine Brumaire (Q60)) یک زیردریایی بود که طول آن ۱۷۰ فوت ۱۱ اینچ (۵۲٫۱۰ متر) بود. این زیردریایی  در سال ۱۹۱۱ ساخته شد.